# Янне Лундблад
Янне Лундблад (швед. Janne Lundblad, 11 квітня 1887 — 24 листопада 1940) — шведський вершник.
Олімпійський чемпіон 1920 року в індивідуальній виїздці, срібний призер 1928 року в командній виїздці.